# Iglesia de San José (Madrid)
La iglesia de San José es un templo católico situado en el distrito Centro de Madrid, en España. Se encuentra en el n.º 43 de la calle de Alcalá, donde antes se erigía el antiguo convento de San Hermenegildo.

## Historia
El primitivo convento de san Hermenegildo de religiosos Carmelitas descalzos, fue mandado a construir en 1586 por orden de fray Nicolás de Jesús y María, con el visto bueno del cardenal Gaspar de Quiroga y Vela. El edificio fue concluido en 1605, para posteriormente ser demolido en el siglo XVIII.

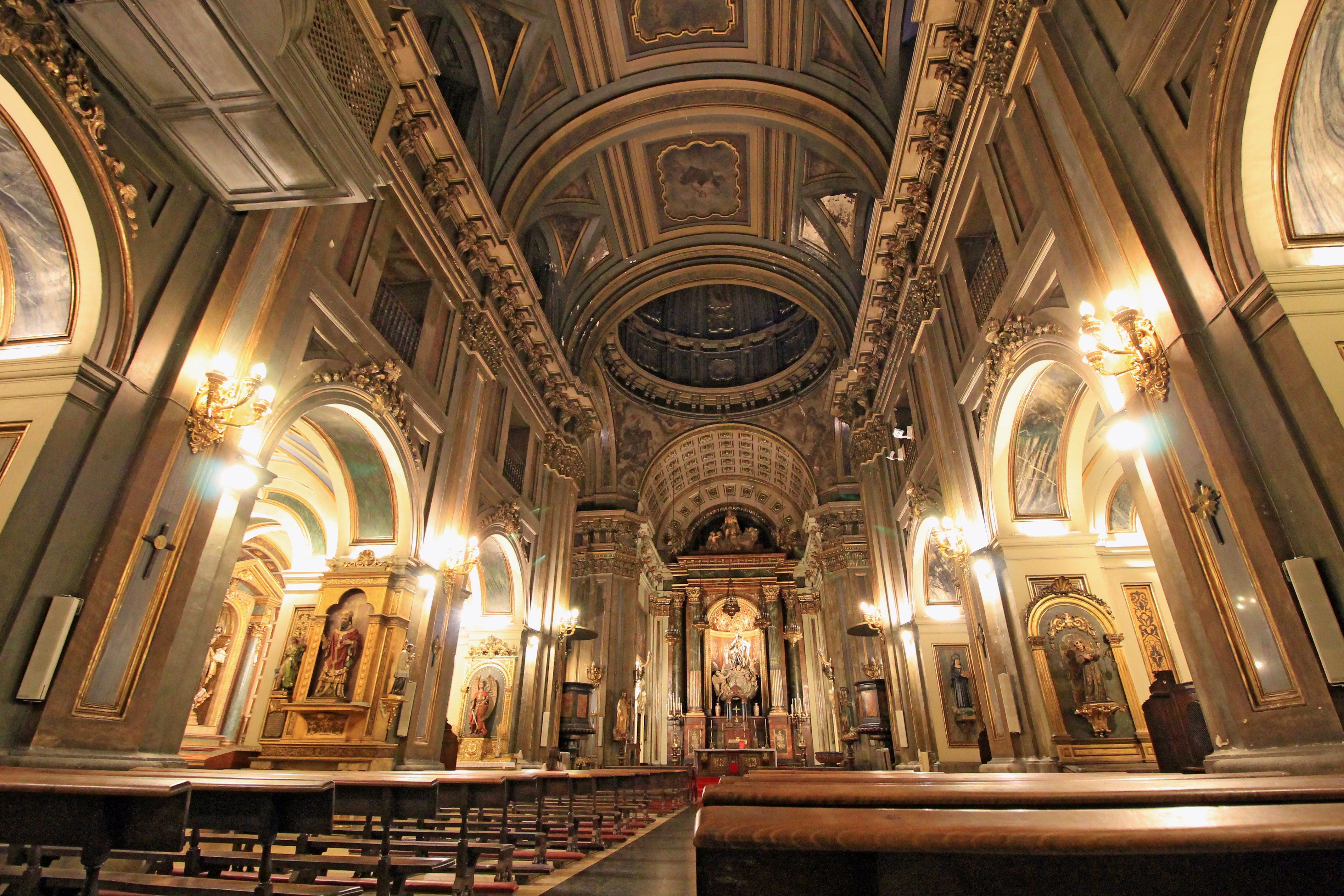
Interior de la iglesia de San José.

En 1730 se encargó a Pedro de Ribera la construcción de la iglesia actual con el convento de carmelitas anexo. Es un monumento de grandes proporciones con fachada muy ornamentada, nave de cañón y cúpula, acabándose las obras en 1748 por José de Arredondo y Fausto Manso. 
La parroquia de san José, por su parte, había sido fundada en 1745 por Bernardino Fernández de Velasco, XI duque de Frías. Primero, esta iglesia estuvo en el palacio del duque de Frías, hasta que durante la dominación francesa se trasladó a la iglesia de las monjas de Góngora, y más tarde al Hospital de los Flamencos, situándose finalmente en la iglesia del convento de san Hermenegildo, a raíz del abandono del mismo tras la desamortización de Mendizábal.
El edificio del convento fue demolido para construir en su lugar el teatro Apolo y, más tarde, el edificio del Banco de Vizcaya y que actualmente es propiedad del Ayuntamiento de Madrid.
En 1912 el arquitecto Juan Moya e Ídigoras, amplió el imafronte hacia los lados, y la altura de la Iglesia, distorsionando la composición de la fachada principal que quedó integrada en altura con las manzanas adyacentes.

## Características

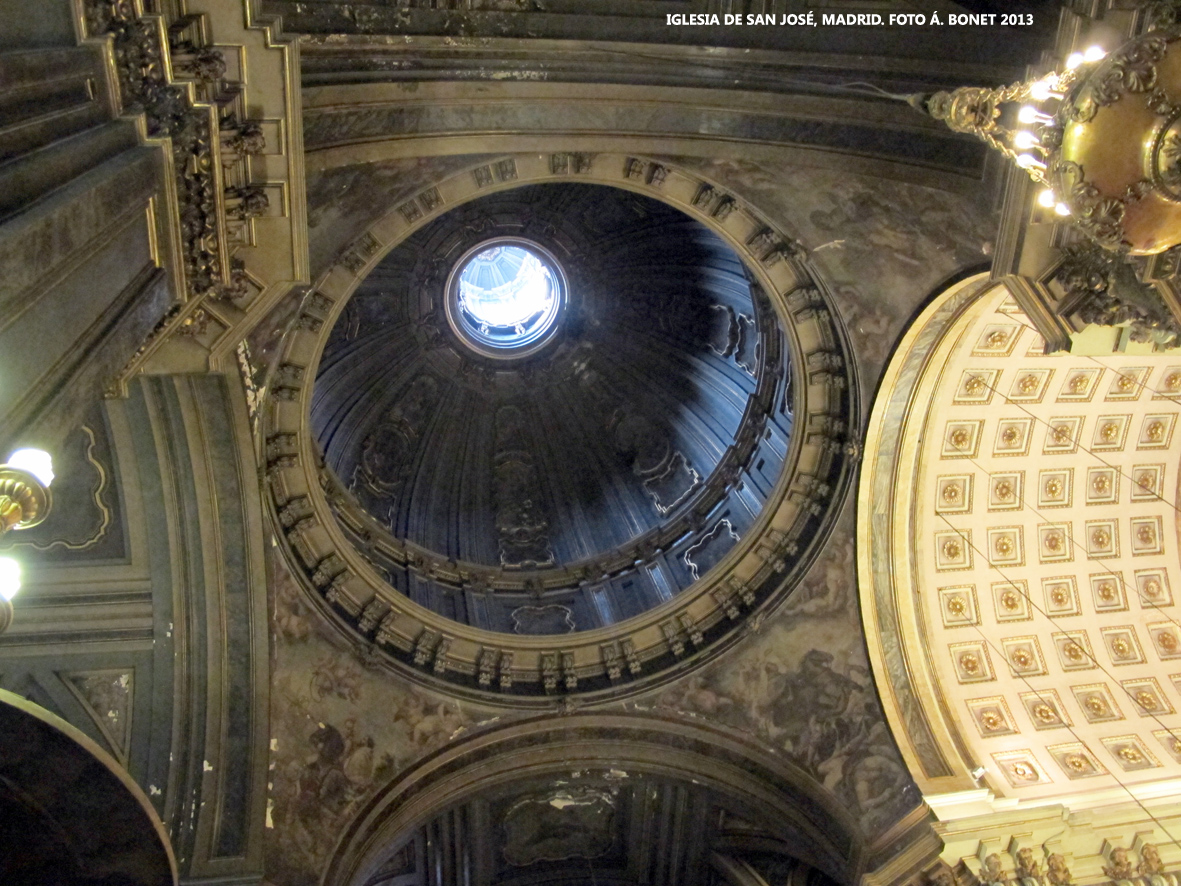
Cúpula de la iglesia.

Se trata de una iglesia barroca, levantada sobre planta de cruz latina con una nave central y dos laterales. Roberto Michel, uno de los autores de la cercana fuente de Cibeles, fue el encargado de realizar la imagen de Nuestra Señora del Carmen, que se encuentra en la fachada sobre el nicho central.
El interior de la iglesia es muy rico en obras de arte. Destaca, por su decoración, la capilla de santa Teresa, dispuesta como si fuera una iglesia en miniatura, y enriquecida con bellas pinturas. También son reseñables un Cristo del Desamparo (Conocido popularmente como de los Siete Reviernes o de los Reviernes), excelente escultura de Alonso de Mena,  un san José, obra Luis Salvador Carmona y la Virgen del Rosario de Ricardo Bellver.

## Efemérides históricas

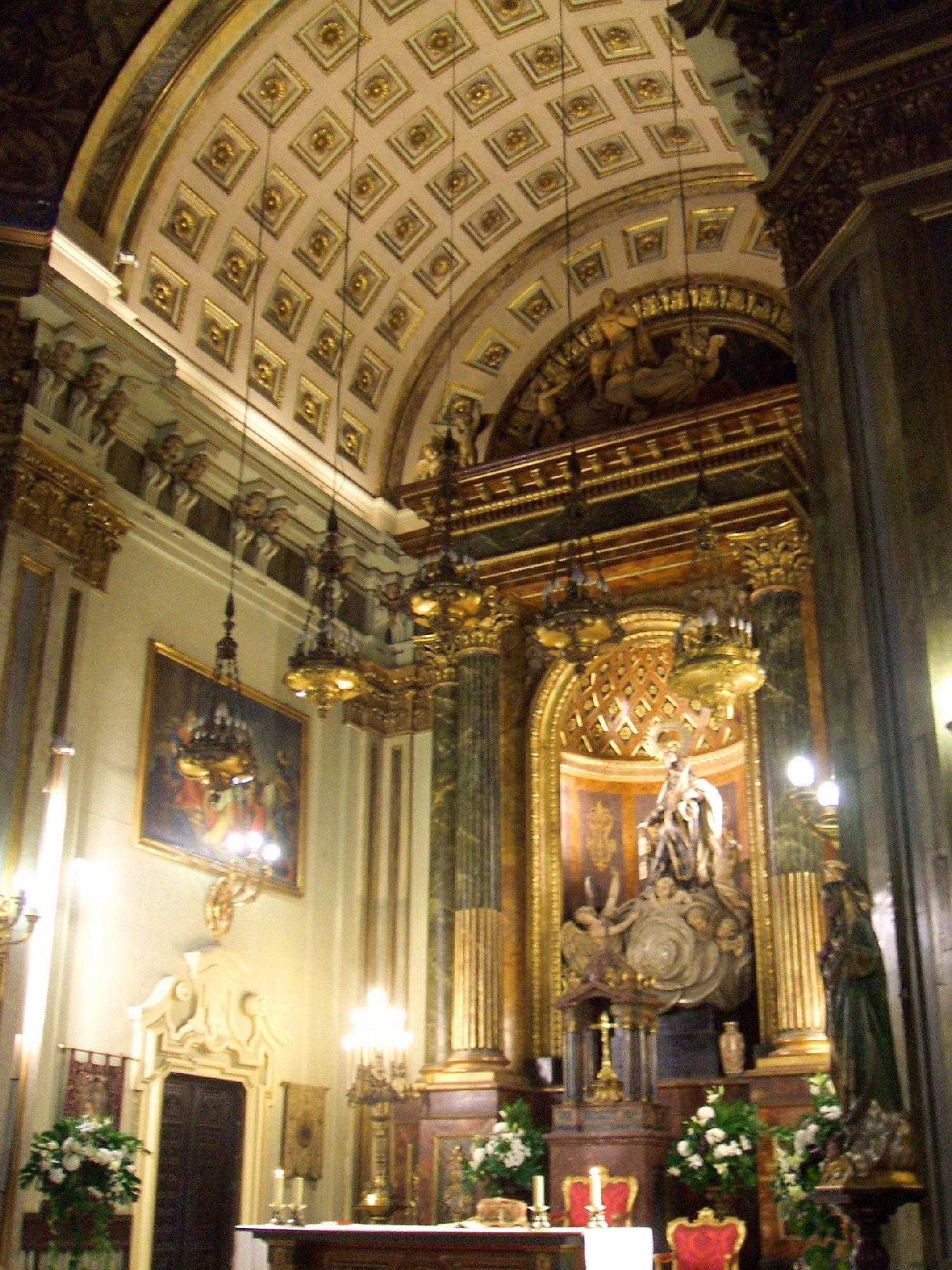
Cabecera de la Iglesia de San José

Una placa sobre la fachada anota que en este templo –cuando era parte del convento de san Hermenegildo– celebró su primera misa después de ser ordenado sacerdote, el dramaturgo Lope de Vega. También se atribuye a este templo la boda entre Simón Bolívar y María Teresa del Toro y Alayza el 26 de mayo de 1802, ceremonia que en realidad ocurrió en la desaparecida iglesia de San José, que estuvo en la esquina de la calle Libertad con la calle de Gravina, desde donde fue transferida la parroquia en 1838.
Entre los miles de personas han sido bautizadas en esta parroquia, la Iglesia honra a santa María Micaela (1809-1865), a santa Nazaria Ignacia March (1889-1943) y al beato Álvaro del Portillo (1914-1994).
Es sede canónica de la Pontificia, Real, Ilustre y Primitiva Archicofradía de Indignos Esclavos del Santísimo Cristo del Desamparo desde 1836, aunque la fecha de fundación de esta cofradía data de 1658.
Hasta el mes de noviembre de 2015 fue sede canónica de la Hermandad de la Borriquita que con su titular Nuestro Padre Jesús del Amor en la Sagrada Entrada en Jerusalén realizó dos traslados para procesionar en la tarde del Domingo de Ramos.